# Uwał

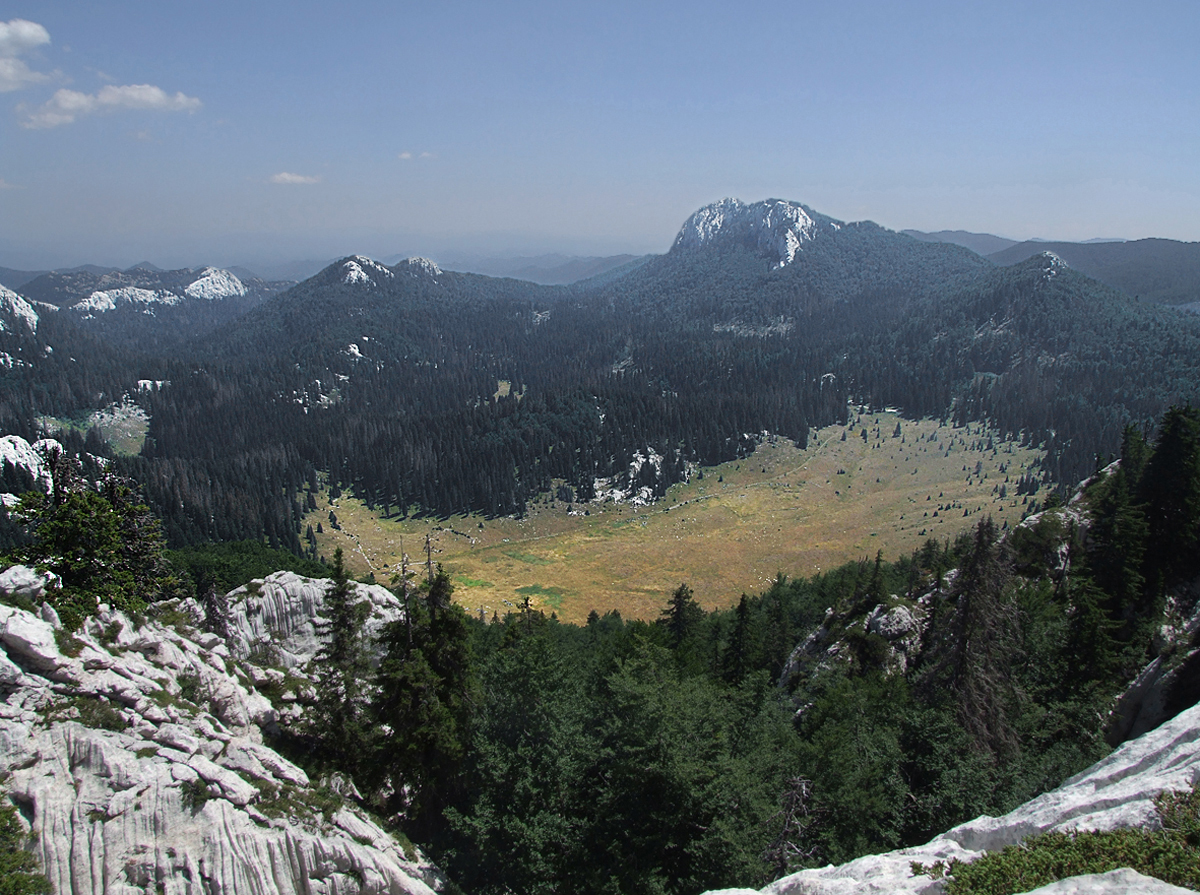
Uwał o średnicy ok. 1 km w chorwackim paśmie Welebitu

Uwał – forma krasowej rzeźby terenu, zagłębienie będące wynikiem połączenia kilku lejów krasowych, jednak mniejsze niż polje. W procesie rozwoju uwału następuje całkowita likwidacja grzęd oddzielających poszczególne leje oraz stopniowe wyrównywanie dna uwału.